# Promachus manilliensis
Promachus manilliensis är en tvåvingeart som först beskrevs av Macquart 1838.  Promachus manilliensis ingår i släktet Promachus och familjen rovflugor. Inga underarter finns listade i Catalogue of Life.